# Hans Pixa
Hans Pixa (* 18. Mai 1954 in Emmerich) ist ein deutscher Rechtsanwalt und Politiker (CDU).

## Leben
Nach seinem Abitur 1972 war Pixa Zeitsoldat, später Reserveoffizier des Heeres (Major der Reserve). Er studierte Rechts- und Staatswissenschaften an der Rheinischen Friedrich-Wilhelms-Universität Bonn. Während seines Studiums war er Abgeordneten-Assistent im Deutschen Bundestag und im Europäischen Parlament. Nach der zweiten juristischen Staatsprüfung war er bis 1984 als Anwalt tätig.
Nach zwanzigjährigem hauptamtlichen Engagement in der Politik ist er seit 2004 als Rechtsanwalt und Gesellschafter eines Beratungsunternehmens tätig.
Hans Pixa ist verheiratet und hat zwei Söhne. Er ist seit Beginn seines Studiums im Jahr 1974 Mitglied der katholischen Studentenverbindung K.D.St.V. Alania Bonn im CV.

## Politik
1984 wurde er Erster Beigeordneter im nordrhein-westfälischen Schleiden in der Eifel, Kreis Euskirchen; 1987 wurde er dort Stadtdirektor. 1991 wechselte er als Kreisdirektor des Kreises Lippe nach Detmold.
1992 wurde er zum Oberkreisdirektor und 1999 zum ersten hauptamtlichen Landrat des Kreises Coesfeld gewählt. Er war von Amts wegen in zahlreichen Gremien engagiert, wie in der Landschaftsversammlung des Landschaftsverbandes Westfalen-Lippe, als Vorstandsvorsitzender des Westfälisch-Lippischen Sparkassen- und Giroverbandes, als Mitglied der Aufsichtsgremien der WestLB, der NRW.Bank, der Westfälischen Provinzial und der Sparkasse Westmünsterland. 2004 wurde mit seiner Empfehlung Konrad Püning zum Landrat gewählt.
Pixa war von 2005 bis 2011 Stadtverbandsvorsitzender der CDU in Coesfeld. Er war von 2000 bis 2010 Vorsitzender der Kommunalpolitischen Vereinigung der CDU und CSU Deutschlands (KPV) im Bezirk Münsterland und in dieser Zeit Vorstandsmitglied im KPV-Landesvorstand NRW, zuletzt als stellvertretender Landesvorsitzender.
Seit 14. Dezember 2009 ist Pixa 2. stellvertretender Vorsitzender des Verwaltungsrates der Sparkasse Westmünsterland.

## Ehrenamt
Hans Pixa ist seit 1993 Mitglied der Serviceorganisation Rotary International. Im Jahr 2007 wählten ihn die Mitglieder in die Distriktsleitung des Distrikts 1870. Governor des Rotary-Distrikts 1870 war Pixa im rotarischen Jahr 2009/2010. Zugleich war er Sprecher der deutschsprachigen Governor-Crew, d. h. der Governor aller deutschen, österreichischen und Schweizer Distrikte. Im Jahr 2010/2011 nahm Hans Pixa die Funktion des Vorsitzenden des Deutschen Governorrates ein.